# Árpád Kovács
Árpád Kovács (Seghedino, 12 settembre 2005) è un velocista ungherese, ha vinto la medaglia di bronzo nella staffetta 4×400 metri maschile ai Campionati del mondo di atletica leggera indoor 2025 e l'argento nei 400 metri ai Campionati europei di atletica leggera under 18 2022.

## Carriera
Árpád Kovács ha iniziato la sua attività sportiva come membro del club di atletica leggera Szeged VSE (SZVSE).
Nel 2022 ha conquistato la medaglia d'argento nei 400 metri ai Campionati europei under 18 di atletica leggera 2022.
Nel 2023 ha partecipato ai Campionati europei a squadre di atletica leggera 2023 tenutisi a Chorzów, in Polonia, e agli Campionati europei under 20 di atletica leggera 2023 a Gerusalemme, in Israele. Nello stesso anno ha fatto parte della staffetta ungherese 4×400 metri maschile ai Campionati mondiali di atletica leggera 2023 di Budapest, gareggiando insieme a Ernő Steigerwald, Zoltán Wahl e Attila Molnár; il quartetto ha stabilito un nuovo record nazionale con il tempo di 3'02"65.
Nel marzo 2024, dopo dieci anni sotto la guida del tecnico Zoltán Menyhárt a Szeged, ha iniziato ad allenarsi con Zoltán Kovács ed è entrato a far parte del club MATE-GEAC. Nel giugno dello stesso anno ha vinto i 400 metri all’Incontro internazionale U20 di Brno, nella Repubblica Ceca, stabilendo il proprio primato personale con 46"32. Nell’agosto 2024 si è classificato quarto nella finale dei 400 metri ai Campionati mondiali under 20 di atletica leggera 2024 svoltisi a Lima, in Perù.
Nel marzo 2025 ha conquistato la medaglia di bronzo nella staffetta 4×400 metri maschile ai Campionati mondiali di atletica leggera indoor 2025 di Nanchino, in Cina, contribuendo a stabilire un nuovo record nazionale con il tempo di 3'06"03.

## Vita privata
È originario di Szeged. Dopo aver ricevuto l'interesse di diverse università statunitensi, ha visitato la Princeton University e la Harvard University. Nel gennaio 2025 è stato ammesso a studiare presso Harvard, a Boston, nello stato del Massachusetts, con inizio previsto per settembre dello stesso anno.